# Schonhaltung
Eine Schonhaltung bezeichnet eine unnatürliche Körperhaltung zur Schmerzlinderung, die ein Verletzter bei starken Schmerzen meist unbewusst und spontan einnimmt. In der Ersten Hilfe und im Rettungsdienst können Schonhaltungen zur Schmerzlinderung unterstützt werden und als Anhaltspunkte für die Art einer Verletzung dienen. Wird eine Schonhaltung längerfristig eingenommen, kann dies zu Verspannungen und Durchblutungsstörungen führen und Körperteile langfristig schädigen. 

## Akute Schonhaltungen
Eine Schonhaltung wird bei Krankheitsbildern und Verletzungen, die starke Schmerzen verursachen, eingenommen; vor allem bei Knochenbrüchen, Gelenksverletzungen, Bandscheibenvorfällen, Koliken und anderen den Bauchraum betreffenden Krankheitsbildern. Bei einem Akuten Abdomen beispielsweise soll durch die Schonhaltung (angezogene Beine) die Entspannung der Bauchdecke herbeigeführt werden, hier kann der Betroffene durch eine Knierolle (bei abgestützten Füßen) unterstützt werden. Bei Knochenbrüchen kann die eingenommene Schonhaltung häufig ebenfalls unterstützt werden, hierbei kommen Hilfsmittel wie ein Dreiecktuch zum Einsatz.

## Schäden durch langfristige Schonhaltungen
Aus einer Schonhaltung kann ein Schongang resultieren (siehe: Schmerzhinken). Wird eine Schonhaltung über längere Zeit eingenommen, kann es durch einseitige Muskelbelastung zu Verspannungen (Zwangshaltung), Durchblutungsstörungen und einer Einschränkung des Bewegungsapparats kommen, die dann erneut zu Schmerzen führen. Beispielsweise entwickeln an Arthrose erkrankte Personen häufig eine schmerzbedingte Schonhaltung, die kurzfristig schmerzlindernd wirkt, das Gelenk aber zusätzlich belastet. Durch Physiotherapie wird daher versucht, diese unerwünschten Folgen zu verhindern.